# Pat et Mat
Pat et Mat (Pat a Mat) est une série télévisée d'animation en volume tchèque (initialement tchécoslovaque) en 10 saisons, 130 épisodes et 8 mini-épisodes, créée par Lubomír Beneš et Vladimír Jiránek et diffusée depuis 1976.

## Synopsis
Les aventures de deux voisins, petits bricoleurs, qui, même quand tout est perdu, trouvent toujours une solution et en sont toujours satisfaits. 

## Films
Plusieurs films rassemblant plusieurs épisodes sont sortis au cinéma en France.
| N° | Année | Titre français                        |
| -- | ----- | ------------------------------------- |
| 1  | 2014  | Pat et Mat                            |
| 2  | 2016  | Les Nouvelles Aventures de Pat et Mat |
| 3  | 2018  | Pat et Mat déménagent !               |
| 4  | 2019  | Pat et Mat en hiver                   |
| 5  | 2021  | Pat et Mat s'amusent                  |
| 6  | 2024  | Pat et Mat : un dernier tour de vis   |

## Commentaires
Le premier épisode s’appelait Les Bricoleurs. Il a fallu quatre ans à Lubomír Beneš et Vladimír Jiránek pour qu’ils fassent le second : La Tapisserie. La télévision slovaque produisit les 28 épisodes de 1980 à 1985. Après quatre ans, en 1989 et 1990, Kratky Film produisit six nouveaux épisodes. AIF, produisit encore quatorze épisodes de 1992 à 1994, avant de fermer ses portes. C’est pourquoi, l’épisode 50 de 1998 n’a jamais été diffusé. 
Aujourd’hui, ce sont les Ateliers Bonton Zlin qui sont propriétaires de Pat et Mat. De 2002 à 2004, ils ont tourné 28 nouveaux épisodes et préparent une suite pour très bientôt.